# Pinova

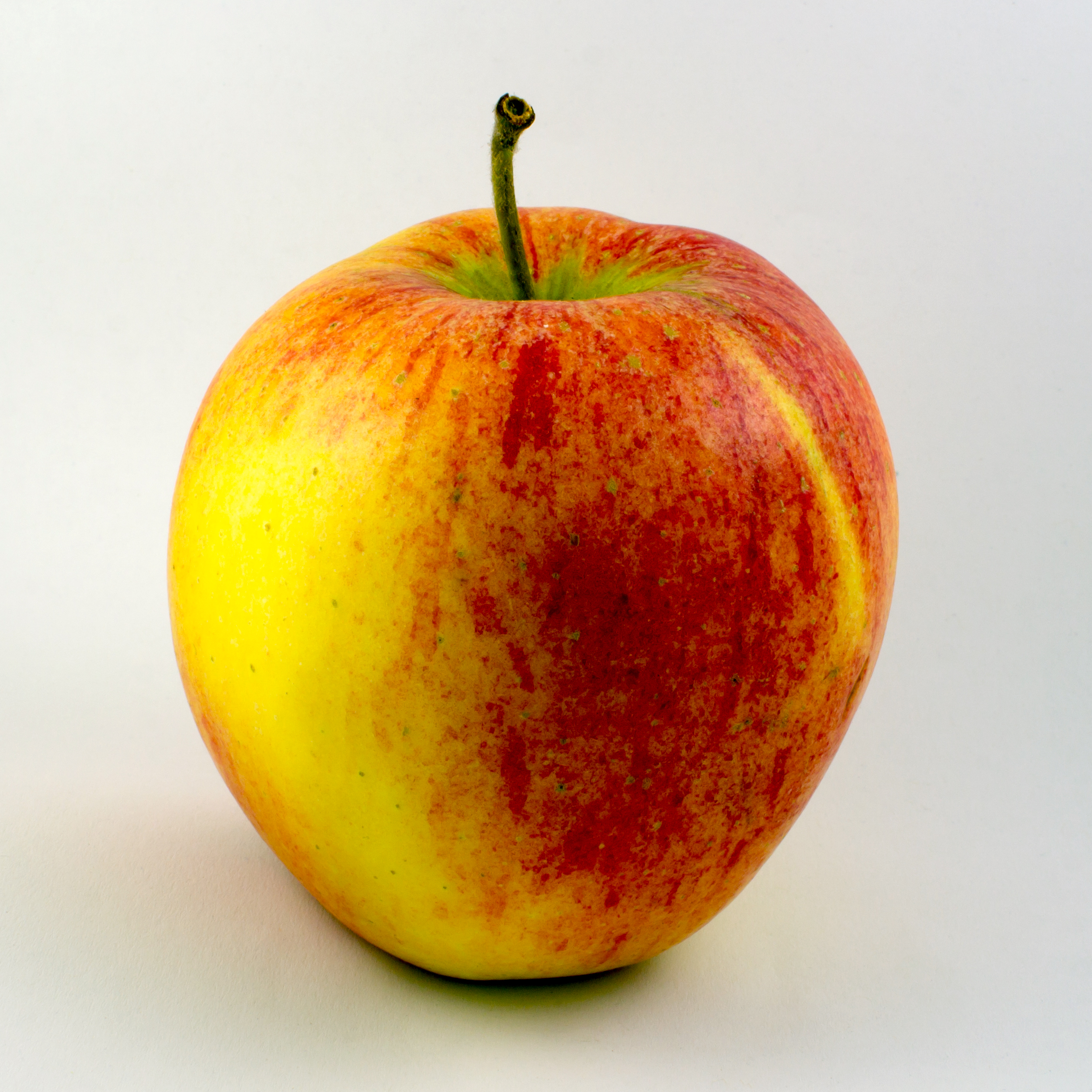
„Pinova” alma

A Pinova egy német almafajta. 1965-ben nemesítették a szászországi Drezda–Pillnitz-i Gyümölcskutatási Intézetben, amely akkoriban a Német Demokratikus Köztársasághoz tartozott. Nemesítői: Heinz Murawski, J. Schmadlak, Manfred Fischer és Christa Fischer. Miután Németország 1990-ben újraegyesült, a fajta jogai Szászországra szálltak át.
A Pinovát a Clivia és a Golden Delicious keresztezéséből hozták létre. A „Clivia” a „ Geheimrat Dr. Oldenburg ” és a „ Cox's Orange Pippin ” hibridje.  A „Pinova” további ismert nevei: Corail, Piñata és Sonata.

## Jellemzői
A Pinova magas terméshozamú, kevéssé hajlamos a szakaszos terméshozásra (alternanciára); jó ellenálló képességgel rendelkezik a varasodás ellen, és sok másik almafajta számára jó pollenadó. A gyümölcse jól tárolható, lédús és ropogós, és felismerhető benne a Cox fajta jellegzetes íze. A termés színe hasonlít az Oldenburgra, a gyümölcs alakja pedig a „Golden Delicious”-ra hasonlít. A gyümölcs október elejére érik be általában.
A Pinova Európában kereskedelmi forgalomban van és termesztik is. Az Egyesült Államokban szabadalmaztatva van , és „Piñata” márkanéven árusítják.

### Gyümölcse
Termése kicsi vagy közepes méretű. Alapszíne sárga, de ahol a napfény jobban éri, ott élénk narancsvörös színe lesz; ez a szín az érés előrehaladtával egyre hangsúlyosabb lesz. A húsa kemény, lédús, édes-savanyú, aromás és fűszeres. A fajta nagyon jó desszert almát ad, amely főzésre és sütésre is alkalmas.

### Fája, hajtásrendszere
Gyengén vagy közepesen fejlődik a hajtásrendszere. Egyenletesen ágazik el, lombkoronája könnyen alakítható. Korán termőre fordul, bő termő és egyenletesen terem.

### Termesztése
A napos és meleg klímát kedveli, de vízigénye nagy (évi 700–800 mm). Nagyon jó a terméskötése, ezért a termést ritkítani kell (virág- vagy termésritkítással). Április közepétől május közepéig virágzik. Szeptember legvégén, október közepén érik. Termése jól tárolható.

## Fordítás
Ez a szócikk részben vagy egészben  a   Pinova című angol Wikipédia-szócikk ezen változatának fordításán alapul.  Az eredeti cikk szerkesztőit annak laptörténete sorolja fel. Ez a jelzés csupán a megfogalmazás eredetét és a szerzői jogokat jelzi, nem szolgál a cikkben szereplő információk forrásmegjelöléseként.

## Külső hivatkozások
- A Wikimédia Commons tartalmaz Pinova témájú kategóriát.